# دهستان حومه شرقی (دشت آزادگان)
دهستان حومه شرقی نام دهستانی در بخش مرکزی شهرستان دشت آزادگان، استان خوزستان در ایران است. براساس سرشماری مرکز آمار ایران در سال ۱۳۸۵، جمعیت آن ۲۳۳۷۲ نفر (۴۱۹۶ خانوار) بوده‌است.